# Werner Schroeter
Pour les articles homonymes, voir Schröter.
Werner Schroeter est un cinéaste et metteur en scène de théâtre et d'opéra allemand, né le 7 avril 1945 à Georgenthal (Thuringe) et mort le 12 avril 2010 à Cassel (Hesse).

## Biographie

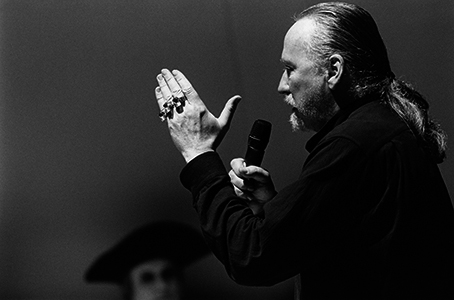
Werner Schroeter (2000)

Il est l'un des représentants majeurs du Nouveau Cinéma allemand des années 1960-70. Le Jury de la 65e édition de la Mostra de Venise, présidé par Wim Wenders, lui a délivré un Lion spécial pour « son œuvre dénuée de compromis et rigoureusement innovante depuis 40 ans ». Il a beaucoup travaillé avec son égérie Magdalena Montezuma jusqu'au décès de cette dernière en 1984.
Il meurt d'un cancer le 12 avril 2010 ; il venait d'avoir 65 ans.
Le cinéaste français Gérard Courant lui a consacré plusieurs films, notamment trois longs-métrages d'entretiens audio qu'il a ensuite mis en image : Vivre à Naples et mourir (1978), Il faut le sauver ! (1980) et Michel Foucault Werner Schroeter, la conversation (1981) et deux longs-métrages de témoignages : In Memoriam Daniel Schmid Werner Schroeter (2010) et Petite intrusion dans l'univers incandescent de Werner Schroter (2010). En 2012, l'ensemble de ces films sur Werner Schroeter ont été édités en 2 doubles DVD par les éditions L'Harmattan.

## Filmographie

### Cinéma

#### Courts métrages
En 1967 et 1968 : divers courts et moyens métrages 8 ou 16 mm :
- 1967 : Verona (8mm - N&B - muet - 10 min)
- 1968 : Callas Walking Lucia (8mm - N&B - muet - 3 min)
- 1968 : Callas-Text mit Doppelbeleuchtung (8mm - N&B - muet - 10 min)
- 1968 : Maria Callas Porträt (8mm - N&B et couleur - son séparé - 17 min)
- 1968 : Mona Lisa (8mm - N&B et couleur - son séparé - 35 min)
- 1968 : Maria Callas singt 1957 Rezitativ und Arie der Elvira aus Ernani 1844 von Giuseppe Verdi (8mm - N&B et couleur - son séparé - 15 min)
- 1968 : Übungen mit Darstellern (9 bobines muettes, sans montage)
- 1968 : La Morte d'Isotta (8mm - couleur - son séparé - 50 min)
- 1968 : Himmel hoch (8mm - N&B - son séparé - 12 min)
- 1968 : Paula – « Je reviens » (8mm - Couleur - son séparé - 35 min)
- 1968 : Grotesk – Burlesk – Pittoresk (8mm - N&B et couleur - muet - 60 min, avec Rosa von Praunheim)
- 1968 : Faces (8mm - N&B - muet - 20 min)
- 1968 : Aggressionen (16mm - N&B - 22 min)
- 1968 : Virginia's Death (jamais présenté au public)

#### Longs métrages
- 1968 : Mona Lisa
- 1968 : Callas Walking Lucia
- 1968 : Neurasia
- 1968 : Argila
- 1969 : Eika Katappa
- 1969 : Nicaragua
- 1970 : Der Bomberpilot
- 1972 : La Mort de Maria Malibran (Der Tod der Maria Malibran)
- 1973 : Willow Springs
- 1975 : L'Ange noir (Des Schwarze Engel)
- 1975 : Johannas Traum
- 1976 : Flocons d'or (Goldflocken)
- 1978 : Le Règne de Naples (Nel regno di Napoli)
- 1980 : Palermo (Palermo oder Wolfsburg)
- 1980 : Le Voyage blanc (Weisse Reise)
- 1980 : La Répétition générale (Die Generalprobe)
- 1981 : Le Jour des idiots (Tag der Idioten)
- 1982 : Le Concile d'amour (Liebeskonzil)
- 1983 : Der Lachende Stern
- 1985 : De l'Argentine
- 1986 : À la recherche du soleil, sur Ariane Mnouchkine
- 1986 : Le Roi des roses (Der Rosenkönig)
- 1990 : Malina
- 1996 : Poussières d'amour (Abfallprodukte der Liebe)
- 2000 : Die Königin - Marianne Hoppe
- 2002 : Deux
- 2009 : Nuit de chien

### Télévision
- 1970 : Anglia
- 1971 : Salome
- 1971 : Macbeth

## Mise en scène

### Théâtre
- 1972 : Emilia Galotti de Gotthold Ephraim Lessing
- 1973 : Salomé d'Oscar Wilde
- 1974 : Lucrèce Borgia de Victor Hugo
- 1977 : Mademoiselle Julie (Fröken Julie) d'August Strindberg
- 1977 : Miss Sara Sampson de Gotthold Ephraim Lessing
- 1978 : La Petite Catherine de Heilbronn d'Heinrich von Kleist
- 1982 : Don Carlos de Friedrich von Schiller, Festival d'Avignon
- 2005 : Madame fait ce qu'elle dit de Roland Dubillard

### Opéra
- 1979 : Lohengrin de Richard Wagner[Où ?]
- 2009 : Tosca de Giacomo Puccini, Opéra Bastille